# Høng
Høng é um município da Dinamarca, localizado na região este, no condado de Vestsjaelland.
O município tem uma área de 144,59 km² e uma  população de 8 344 habitantes, segundo o censo de 2004.